# Coryanthes gustavo-romeroi
Coryanthes gustavo-romeroi är en orkidéart som beskrevs av Fredy Archila. Coryanthes gustavo-romeroi ingår i släktet Coryanthes, och familjen orkidéer.
Artens utbredningsområde är Guatemala. Inga underarter finns listade i Catalogue of Life.